# Sehwi
Le sehwi ou esahie est une langue du groupe bia des langues tano central parlée au Ghana.

## Prononciation
| +ATR | i |   | u |
| -ATR | ɪ |   | ʊ |
| +ATR | e |   | o |
| -ATR | ɛ |   | ɔ |
| +ATR | æ |   |   |
| -ATR |   | a |   |

Les voyelles nasales sont [ã ĩ ũ õ].
|            | bilabiales | labio- dentales | alvéolaires | alvéo- palatales | palatales | labio- vélaires | vélaires | glottales |
| ---------- | ---------- | --------------- | ----------- | ---------------- | --------- | --------------- | -------- | --------- |
| plosives   | p b        |                 | t d         |                  |           | kw gw           | k g      |           |
| affriquées |            |                 |             | tɕ dʑ            |           |                 |          |           |
| nasales    | m          |                 | n           |                  | ɲ         |                 | ŋ        |           |
| fricatives |            | f v             | s z         |                  | ɕ         |                 |          | h         |
| latérales  |            |                 | l           |                  |           |                 |          |           |
| spirantes  |            |                 |             |                  | j         | w               |          |           |
| battues    |            |                 | r           |                  |           |                 |          |           |